# Idioma yauma
Yauma es una lengua bantú que se habla en Angola y Zambia que se considera un dialecto del mbunda. El yauma se habla en el sudeste de Angola, en la zona del río cuando, en la provincia de Cuando Cubango. En Zambia hay 5.100 hablantes de yauma en la zona del río cuando, en el extremo suroeste de la Provincia del Oeste.

## Familia lingüística
Forma parte de las lenguas chokwe-luchazis que son lenguas bantúes del grupo K, junto con el chokwe, luvale, mbunda, nyengo, el luimbi, el nkangala, el mbwela, nyemba y el luchazi. Todas ellas son lenguas bantúes centrales.

## Uso
En Angola el yauma goza de un uso vigoroso (6a), no existe en forma estándar pero es utilizada por personas de todas las generaciones.  Existen fragmentos de la Biblia que están traducidos (1978) y se escribe con. alfabeto latino. Según el ethnologue existen planes para desarrollar la gramática del yauma.
En Zambia, el yauma está amenazado (6b) y es hablado por 5.100 personas.